# Natalio Perinetti
Natalio Perinetti (28 de dezembro de 1900 - 24 de maio de 1985) foi um futebolista argentino que foi vice-campeão, pela Argentina, da Copa do Mundo de 1930, realizada no Uruguai.

## Carreira
Natalio Perinetti fez parte do elenco medalha de prata, nos Jogos Olímpicos de 1928.